# Грам (меч)
Грам (давньоісл. Gramr) — меч Сігурда-Зігфріда, а перед тим його батька — Сігмунда, згадується в «Сазі про Вьольсунгів», «Старшій Едді», «Молодшій Едді», еддичній «Пісні про Гюндлю», «Пасмі про Норна-Гєста».

## Історія Грама

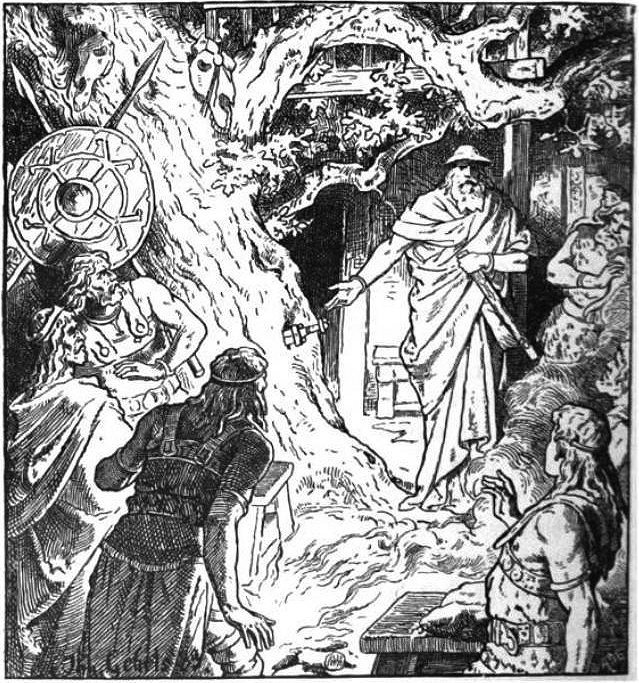
«Меч Сігмунда» (1889) Йоганнес герц.

Цей меч спочатку перебував у Одіна. Одного разу, коли в залі конунга Вьольсунга був бенкет, Одін увійшов до зали у вигляді людини в плащі, сліпої на одне око, й тримав у руках меч. Він підійшов до родового дерева (Barnstokk) Вьольсунгів — величезної яблуні, яка росла посеред зали, й встромив у неї меч, сказавши, що той, хто витягне його звідти, матиме найкращий меч, який коли-небудь бачили. Ніхто не зміг витягнути цього меча, крім Сігмунда: «Й от підійшов Сігмунд, син конунга Вьольсунга, схопив меч й вирвав його зі стовбуру, ніби він там лежав вільно, очікуючи на Сігмунда.». Про цю подію згадується також в «Пісні про Гюндла»: «…Шолом дав він [Одін] Гермодові, / дав й кольчугу, / Сігмундові меча / нищівного вручив він.»
Далі конунг Сіггейр пропонує Сігмундові за цей меч міру золота, яка втричі перевищує вагу меча, але герой відмовляється. Внаслідок між Сіггейром та Сігмундом (він був швагром Сіггейра) розпалюється сварка. Сігмунд мусив ховатися в лісі. Одного разу Сіггейрові все ж таки вдалося полонити Сігмунда та його сина Сінфйотлі.Сіггейр заковує їх в ланцюги й вирішує поховати заживо. Його люди викопують величезну яму й вкидають туди Сігмунда з сином, їх розділяють кам'яною плитою й збираються насипати курган. Але тут приходить дружина Сіггейра (сестра Сігмунда) — Сігню й кидає до ями оберемок соломи. Сіггейр цього не помічає. Над ямою роблять курган, закриваючи яму дерном й насипаючи землю. Сінфйотлі думає, що в сіні їжа, але знаходить там меч Сігмунда. Він вганяє меч в кам'яну плиту й вони з Сігмундом перепилюють її: «От увігнав Сінфйотлі лезо це в плиту й натиснув міцно — й меч пробиває каміння. Схопився тут Сігмунд за лезо, й почали вони пиляти плиту цю, й не зупинялися, поки не перепиляли, як в пісні говориться: Камінь величезний міцно ріжуть / Сталлю Сігмунд та Сінфйотлі.» Звільнившися, Сігмунд незабаром вбиває Сіггейра й стає конунгом. Також в «Беовульфові» оповідається про битву Сігмунда з драконом, якого він вбив своїм мечем: «…І йому пощастило: / гостролезий клинок, / благородний меч / уразив дракона, / і пришпилив до скелі…»
Меч Сігмунда зламався у битві героя з конунгом Люнгві, вдарившись в спис Одіна. Конунг Люнгві збирає велике військо, аби помститися за свого батька Гундінга. Він приходить у володіння Сігмунда й викликає того на битву. Сігмунд, зібравши своє військо, виходить назустріч Люнгві й між військами відбувається герць. Сігмунд б'ється попереду й багатьох вбиває своїм мечем. З війська Люнгві виходить людина в синьому плащі (Одін) й замахується на Сігмунда списом, меч при зіткненні зі списом ламається: «А коли протривав бій той певний час, з'явився на полі тому муж в насунутому капелюсі; був він сліпий на одне око й у руці в нього — спис. Цей муж виступив назустріч конунгові Сігмунду й замахнувся на нього списом. А коли конунг Сігмунд вдарив з усіх сил, зіткнувся меч зі списом тим й зламався навпіл на дві частини.» Потім Сігмунда було смертельно поранено, а його військо — розбито. Дружина Сігмунда — Гйордіс приходить на поле битви й бачить Сігмунда, що помирає, той передає їй уламки свого меча й каже, що незабаром в неї народиться син Сігурд, й з цих уламків для нього буде виковано меч Грам.

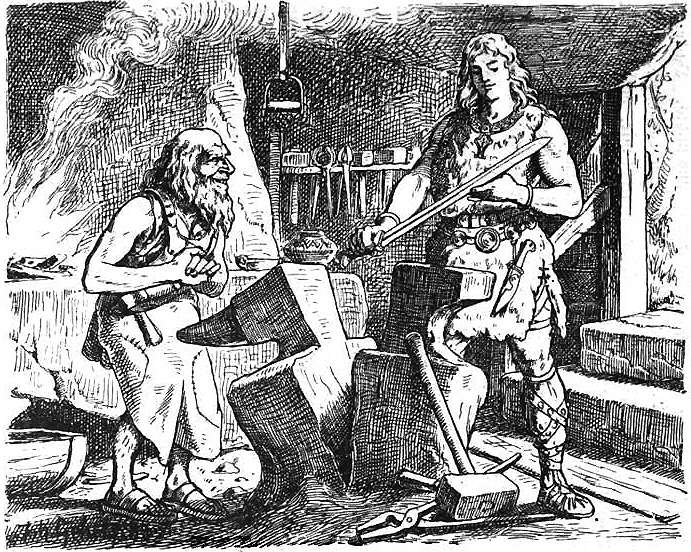
«Сігурд випробовує свій меч Грам» (1901), Йоганнес герц.

Незабаром в Гйордіс народився син Сігурд. Він виховувався в коваля Регіна. Регін хотів, аби Сігурд вбив Фафніра й здобув його скарб. Тоді Сігурд просить викувати йому меч, рівного якому не було б в світі. Регін тричі виковує йому меч, але Сігурд кожного разу ламає його ударом по ковадлу. Побачивши, що в Регіна нічого не вийде, Сігурд йде до матері й просить в неї уламки меча Сігмунда. Регін перековує ці уламки в новий меч — Грам. Сігурд б'є цим мечем по ковадлові й розрубує його навпіл. По тому він пішов до Рейну зі згортком вовни, він кинув згорток проти течії, й підставив меч, той розсік згорток навпіл. Сігурд збирає військо й пливе мститися Люнгві та його рідні. Під час битви Сігурд вражає своїм мечем більшість ворогів та вбиває синів Гундінга: «…й от іде Сігурд просто до стягів, а в руках в нього меч той Грам; посіче він людей та коней й виходить назустріч полкам, й обидві руки в нього у крові по плечі… Вдарив тоді Сігурд конунга Люнгві й розсік його шолом й голову, й живіт під латами; й по тому він розрубав Гйорварда, брата його, навпіл, а після перебив усіх синів Гундінга, які ще лишались в живих, й більшу частину їх війська.». Після цього Сігурд вбиває своїм мечем Фафніра, вражаючи його в живіт, єдину вразливу частину на тілі дракона.
Грамом Сігурд розсікає кольчугу валькірії, що спить, Брунгільд (Сігрдріви), аби розбудити її. Коли конунг Гуннар сватався до Брунгільд, умовою якої було проскакати через стіну вогню, він заручився підтримкою Сігурда, й вони помінялися зовнішніми виглядами. На своєму коні Грані він проскакав через вогонь. Сігурд під виглядом Гуннара зіграв весілля з Брунгільд, й коли вони лягали на шлюбне ложе, Сігурд поклав між нею та собою оголений Грам. Потім вони з Гуннаром повернулись до своїх попередніх виглядів. Згідно з «Пряддю про Норну-Гесте» Сігурд також зустрічається з велетнем Старкадом Сторверксоном, який був у військові синів Гандальва, що воювали проти Сігурда. Старкард вийшов зі свого війська й напав на військо Сігурда. Тоді Сігурд сам вийшов проти йотуна. Дізнавшися, що перед ним Сігурд, велетень кинувся тікати, але Сігурд вибив йому два зуба: «Тоді Старкад хотів втекти, але Сігурд розмахнувся, підійняв догори меч Грам й руків'ям вибив у нього два корінних зуба. Це був жорстокий удар…»
Коли Готторм загнав меч в серце Сігурдові, який спав, смертельно поранений Сігурд кинув йому услід Грам, який розсік Готторма навпіл: «Помститись хотів / войовничий конунг / й меча свого кинув / в юнака нерозумного: / з силою Грама кинуто в Готторма, / світлий клинок / рукою сміливого. / Навпіл було / розсічено вбивцю, / геть голова / відлетіла з плечима, / підкосилися ноги, / назад завалились.» Грамом вбиває себе Брунгільд на поховальному вогні Сігурда й заповідає поховати цей меч разом з ними: «Й хай лежить / поміж нами / гострий клинок, / як ночі колишні / коли ми з Сігурдом / разом лежали / й називалися / жінкою й мужем».

## Властивості та зовнішній вигляд
Грам міг легко розсікти лати та шоломи, рубати каміння й навіть ковадло без будь-якої шкоди для себе. Іноді здавалося, що з леза Граму виходить вогонь: «От змайстрував Регін меч, й коли витягнув він його з горна, здалося ковалевим підмайстрам, ніби полум'я б'є з леза меча» Грам був у довжину сім п'ядей, що складає 1,40 м. Іноді Грам ототожнюють з мечем Зігфріда в «Пісні про Нібелунгів» — Бальмунгом.

## Походження назви
Дослідники зіставляють ім'я меча — «Gramr» з давньоісландським словом gramr — «ворожий», «сердитий».

## Грам в літературі
В музичній тетралогії Ріхарда Вагнера «Перстень Нібелунга», яка в дечому подібна на «Сагу про Вьольсунгів», меч Сігмунда та його сина Зігфріда названо Нотунгом (нім. Nothung). Як й Грам, він був переданий Вотаном Сігмундові, зламаний з його волі й був заново перекований його сином Зігфрідом.
Мотив зламаного, а по тому перекованого меча в деяких творах фентезійної літератури XX століття. Так у відомих романах Толкіна «Володар перснів» та «Сильмариліон» фігурує меч Нарсіл, зламаний у битві з Сауроном й по тому знову перекований Елрондом для Арагорна під новим іменем Андуріл. Імовірно, більше, аніж легендою про короля Артура, Толкін був натхненний переказами про Вьольсунгів.

## Грам в іграх
Також меч Грам з'являється в багатьох сучасних комп'ютерних іграх: Bladur's Cate 2; під іменем «Glam» з'являється в грі SoulCalibur як зброя персонажа Зігфріда Шатауффена (Siegfried Schatauffen); Valkyrie Profile; Magicka. Також з'являється в манга: Saint Seiya, Rune Scare.

## Цікаві факти
Мотив розсічення мечем ковадла зустрічається також в естонському епосі «Калевіпоег»